# Afrikanische Schwimmmeisterschaften 2006

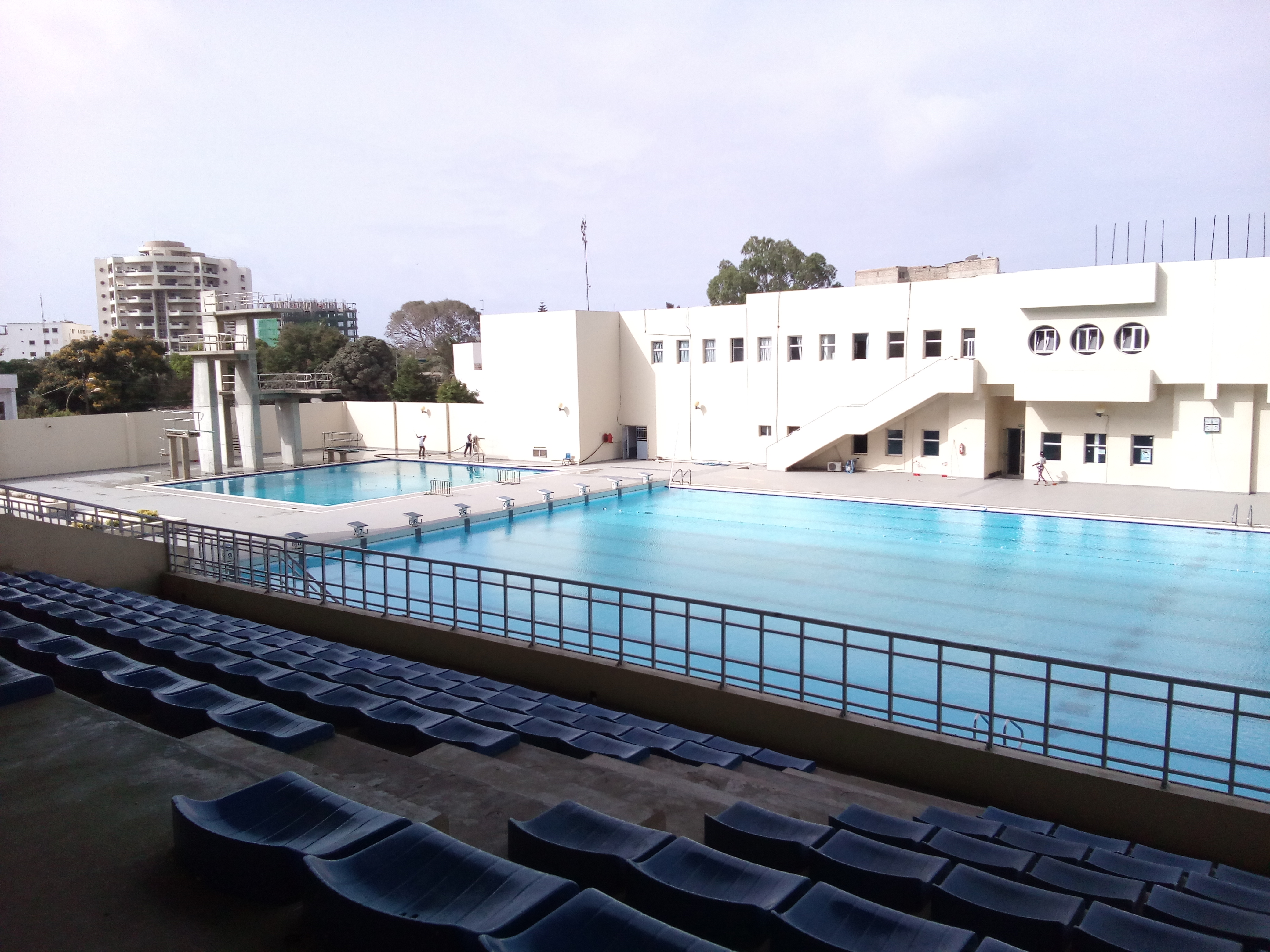
Das Piscine Olympique Nationale, das 2002 eingeweihte Olympische Schwimmstadion in Dakar

Die Afrikanischen Schwimmmeisterschaften 2006 waren die 8. Ausgabe der Afrikanischen Schwimmmeisterschaften und fanden vom 11. bis zum 16. September 2006 in Dakar, Senegal statt. Sie gingen mit dem legendären Freiwasserschwimmen von Dakar zur Insel Gorée, der traversée Dakar–Gorée, zu Ende.

## Medaillenspiegel
| Platz | Land       | Gold | Silber | Bronze | Gesamt |
| ----- | ---------- | ---- | ------ | ------ | ------ |
| 1     | Südafrika  | 20   | 10     | 9      | 39     |
| 2     | Algerien   | 8    | 9      | 8      | 25     |
| 3     | Tunesien   | 5    | 10     | 5      | 20     |
| 4     | Kenia      | 4    | 4      | 1      | 9      |
| 5     | Ägypten    | 2    | 4      | 7      | 13     |
| 6     | Seychellen | 1    | 1      | 3      | 5      |
| 7     | Senegal    | 0    | 1      | 2      | 3      |
| 8     | Marokko    | 0    | 1      | 2      | 3      |
| 9     | Simbabwe   | 0    | 0      | 3      | 3      |
|       | Total      | 40   | 40     | 40     | 120    |